# Thomisus spectabilis
Thomisus spectabilis là một loài nhện trong họ Thomisidae.
Loài này thuộc chi Thomisus. Thomisus spectabilis được Carl Ludwig Doleschall miêu tả năm 1859.

## Hình ảnh

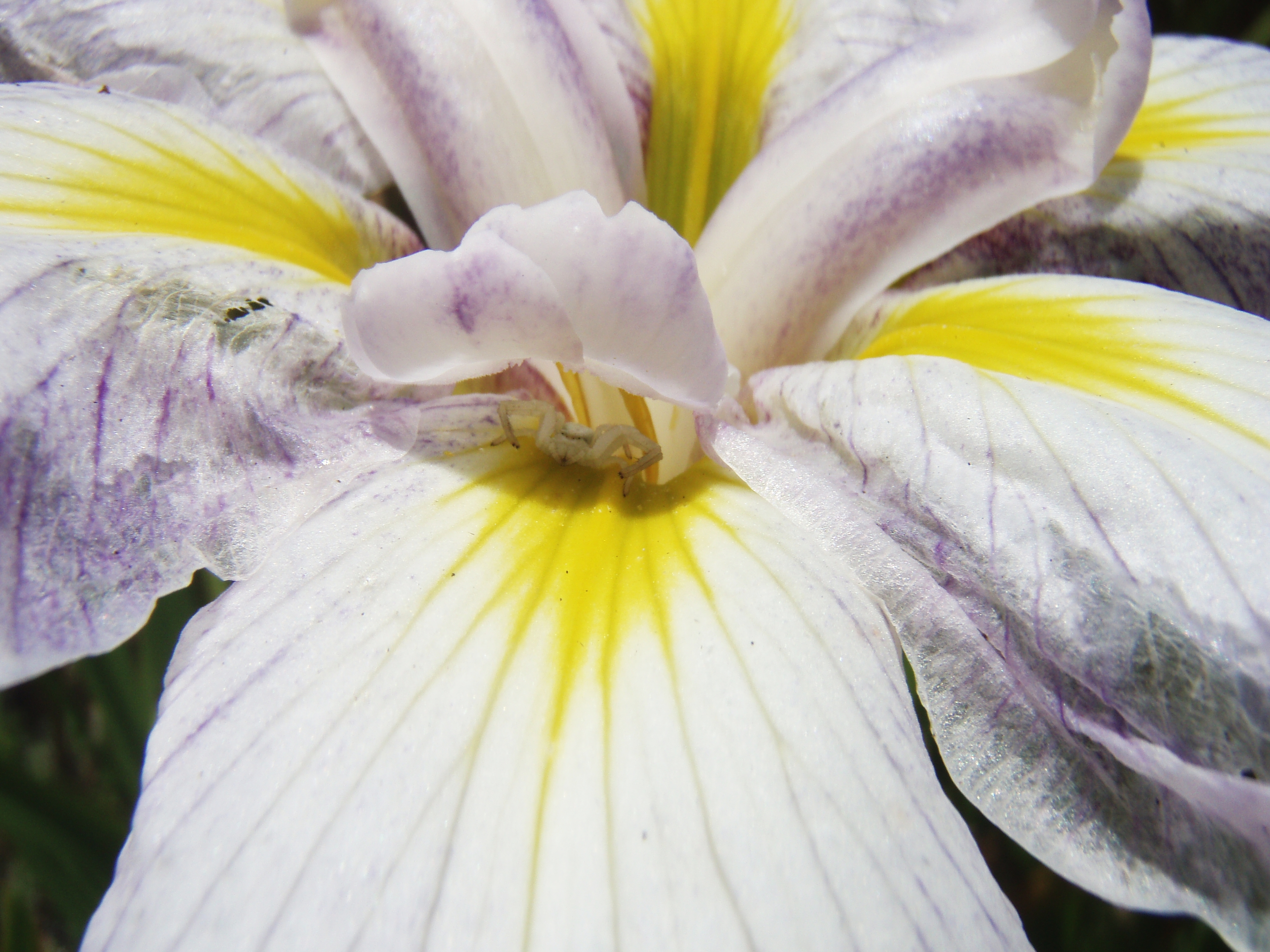
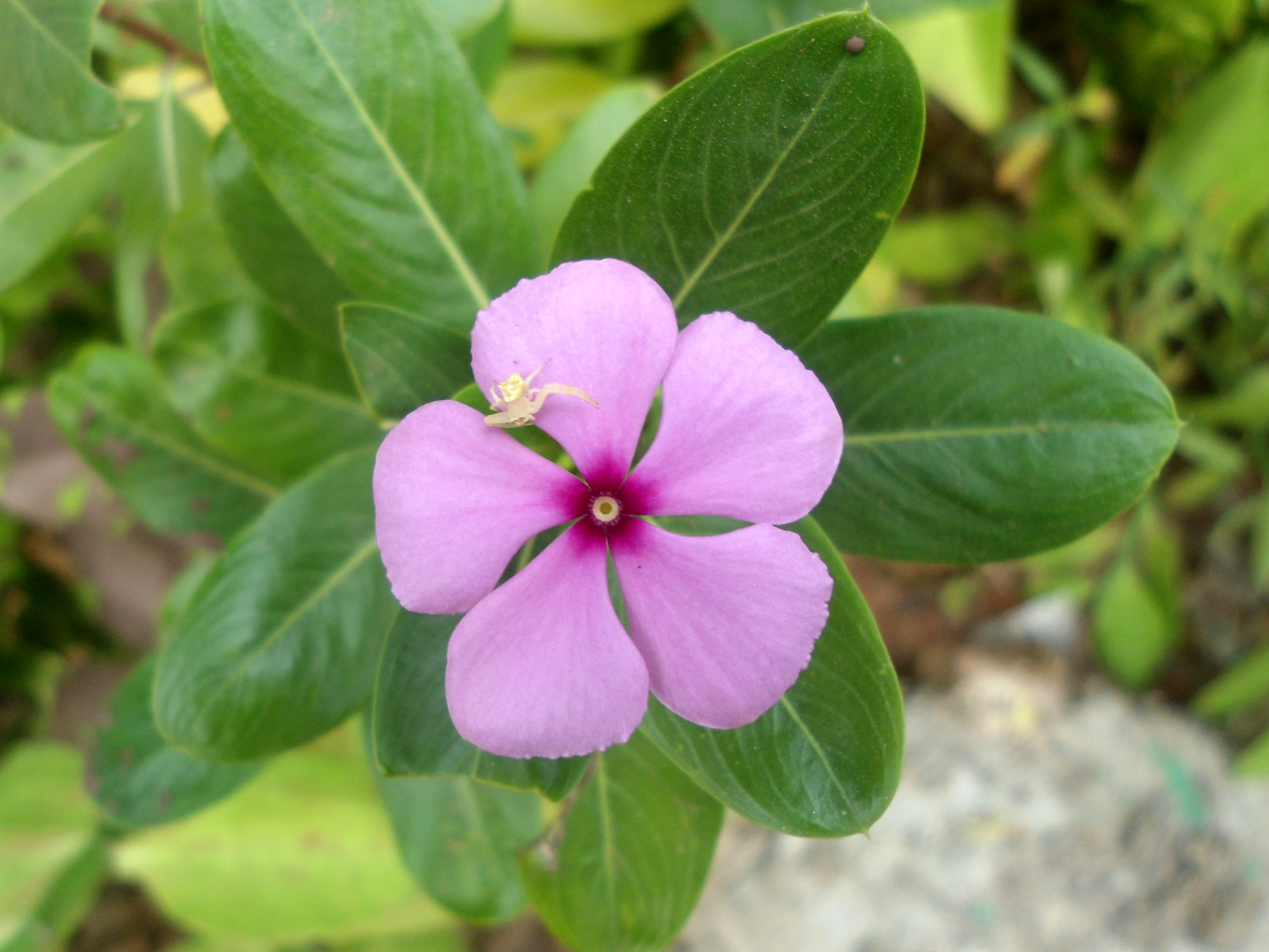